# Микологија
Микологија је биолошка наука чији су предмет истраживања гљиве (грч. mykes - гљива, и грч. logos- наука). Микологија је мултидисциплинарна, јер проучава грађу, метаболизам, биохемију, екологију, еволуцију и систематику гљива, ослањајући се на методе и резултате и других биолошких дисциплина.

## Преглед
Историјски гледано, микологија је била грана ботанике, јер иако су гљиве еволутивно више повезане са животињама него са биљкама, ово није било признато све до пре неколико деценија. Пионирски миколози су били Елијас Магнус Фриес, Кристијан Хендрик Персон, Антон де Бари, Елизабет Итон Морсе, Луис Дејвид фон Швеиниц.
Пјер Андреа Сакардо је развио систем за класификацију несавршених гљива према боји и облику спора, који је постао примарни систем коришћен пре класификације ДНК анализом. Најпознатији је по свом Силогу, који је био свеобухватан списак свих имена која су се користила за печурке. Силог је и даље једино дело ове врсте које је свеобухватно за ботаничко царство гљива и релативно модерно.
Многе гљиве производе токсине, антибиотике и друге секундарне метаболите. На пример, космополитски (светски) род Fusarium и њихови токсини повезани са фаталним избијањем алиментарне токсичне алеукије код људи опширно је проучавао Абрахам Јоф.
Гљиве су фундаменталне за живот на земљи у својој улози симбионта, нпр. у облику микоризе, симбионта инсеката и лишајева. Многе гљиве су у стању да разбију сложене органске биомолекуле као што је лигнин, трајнија компонента дрвета, и загађиваче као што су ксенобиотици, нафта и полициклични ароматични угљоводоници. Разлагањем ових молекула, гљиве играју кључну улогу у глобалном циклусу угљеника.
Гљиве и други организми традиционално препознати као гљиве, као што су оомицете и миксомицете (слузаве плесни), често су економски и друштвено важни, јер неки узрокују болести животиња (укључујући људе) и биљака.
Поред патогених гљива, многе врсте гљива су веома важне у сузбијању биљних болести изазваних различитим патогенима. На пример, врсте филаментозних гљивица рода Trichoderma сматрају се једним од најважнијих агенаса биолошке контроле као алтернатива производима на бази хемикалија за ефикасно управљање болестима усева.
Теренски састанци ради проналажења интересантних врста гљива познати су као 'препади', након првог таквог састанка који је организовао теренски клуб Вулхоп натуралисти 1868. године и под називом "Препад међу гљивама"
Неке гљиве могу изазвати болест код људи и других животиња. Студија о патогеним гљивама које инфицирају животиње назива се медицинска микологија.

## Историја микологије
Микологија је дуго била под окриљем ботанике, гљиве су све то време сматране сматране биљним организмима. Присуство хитина и специјалне карактеристике гљива нису биле довољно убедљив контрааргумент становишту да су оне биљке јер воде сесилан начин живота. Први миколози били су Елијас Магнус Фриес, Кристијан Хендрик Персон, Антон де Бари и Луис Дејвид фон Швеиниц. Развоју микологије нарочито је заслужан њихов велики значај као паразита и евентуалног извора нових антибиотика.
Сматра се да су људи почели да сакупљају печурке као храну још у праисторијским временима. О печуркама је први пут писано у делима Еурипида (480-406. п. н. е.). Грчки филозоф Теофраст из Ересоса (371-288. п. н. е.) је вероватно први покушао да систематски класификује биљке; печурке су се сматрале биљкама којима недостају одређени органи. Касније је Плиније Старији (23–79 године) писао о тартуфима у својој енциклопедији Naturalis historia. Реч микологија потиче од старогрчке речи μύκης (mukēs), што значи „гљива“ и суфикса -λογία, што значи „проучавање“.
У средњем веку је дошло до малог напретка у погледу знања о гљивама. Међутим, проналазак штампарске машине омогућио је ауторима да разбију сујеверја и погрешна схватања о гљивама које су овековечили класични аутори.
Почетак модерног доба микологије почиње објављивањем дела Nova plantarum genera аутора Пијера Антониа Мишелија из 1737. године. Објављено у Фиренци, ово кључно дело је поставило темеље за систематску класификацију трава, маховина и гљива. Он је произвео још увек актуелна имена рода Polyporus P. Micheli и Tuber P. Micheli, оба датирана 1729. године (иако су описи касније измењени као неважећи према савременим правилима). Имајте на уму да када се говори о научном називу рода, скраћеница аутора се може накнадно додати.
Оснивачки номенклатуриста Карл Лине укључио је гљиве у свој „биномни“ систем именовања из 1753. године, где свака врста организма има име од две речи које се састоји од „рода“ и „врсте“ (док су се до тада организми често означавали латиничним фразама које садрже много речи). Он је дао научна имена, која се и данас користе, за бројне познате таксоне печурака, као што су  и Agaricus L.. У том периоду се сматрало да гљиве припадају биљном царству, те су оне нашле своје место у његовом ремекделу Species Plantarum, али су њега много више занимале више биљке, тако да је на пример је у род Agaricus груписао све шкргасте гљиве које имају стабљику. Постоји много хиљада таквих шкргастих врста, које су касније подељене на десетине различитих родова и у својој савременој употреби род Agaricus се односи само на печурке које су блиско повезане са обичном печурком, Agaricus bisporus (J.E. Lange) Imbach. Примера ради, Лине је дао назив Agaricus deliciosus шафранском млечном капу, али садашњи назив је Lactarius deliciosus (L.) Gray. С друге стране, пољска гљива Agaricus campestris L. задржала је исто име још од Линеовог објављивања. Енглеска реч „agaric“ се још увек користи за било коју шкргасту печурку, што одговара Линејевом смислу те речи.
Термин микологија и комплементарни термин миколог први је употребио 1836. М.Ј. Беркли.

## Микологија и откривање лекова
Вековима су одређене печурке биле документоване као народни лек у Кини, Јапану и Русији. Иако је употреба печурака у народној медицини углавном усредсређена на азијски континент, документовано је да људи у другим деловима света попут Блиског истока, Пољске и Белорусије користе печурке у медицинске сврхе.
Печурке производе велике количине витамина Д када су изложене ултраљубичастом (UV) светлу. Пеницилин, циклоспорин, гризеофулвин, цефалоспорин и псилоцибин су примери лекова који су изоловани из плесни или других гљивица.